# Said Mustafa Pasza
Said Mustafa Pasza – osmański generał, dowódca 20–tysięcznej armii w bitwie pod Abukirem z 1799 roku, pojmany przez wojska francuskie.